# Грин, Питер (гитарист)
Питер Грин (англ. Peter Green; настоящее имя Питер Аллен Гринбаум, англ. Peter Allen Greenbaum; 29 октября 1946, Лондон — 25 июля 2020, там же) — британский блюз-роковый гитарист, основатель группы Fleetwood Mac. До Fleetwood Mac недолго играл в группе Bluesbreakers Джона Мэйолла. В 1990-е годы создал свой проект «Peter Green Splinter Group».
Его гитарная игра характеризуется отчётливым вибрато и лаконичностью. Хотя он играл на разных гитарах, наиболее известен уникальный тембр его гитары Gibson Les Paul 1959.

## Биография
Родился 29 октября 1946 года в Лондоне в еврейской семье.
Начинал музыкальную деятельность в биг-битовом составе "Peter B's Looners", играя на бас-гитаре. Именно в этой группе состоялось знакомство Питера Грина и барабанщика Мика Флитвуда.
В 1966-м Джон Мэйолл пригласил Питера Грина в свою группу Bluesbreakers вместо ушедшего Эрика Клэптона. В этом составе, куда также входили барабанщик Эйнсли Данбар и басист Джон Макви, был записан альбом «A Hard Road».
В 1967 году Питер и Джон Макви объединились с Миком Флитвудом и Джереми Спенсером в группе, которая получила название "Peter Green’s Fleetwood Mac". Спустя несколько месяцев название было сокращено до "Fleetwood Mac". По инициативе Грина к группе присоединился гитарист Дэнни Кирван.
В 1970 году Питер Грин покинул группу из-за проблем с наркотической зависимостью.
В 1970 году Питер выпустил первую сольную пластинку. В 1979 г. Грин вернулся на сцену и записал ряд    сольных альбомов. Также он играл в сольнике Мика Флитвуда «The Visitor».

## Дискография

### Fleetwood Mac
Синглы
- I Believe My Time Ain’t Long / Rambling Pony (1967)
- Black Magic Woman / The Sun Is Shining (1968)
- Need Your Love So Bad / Stop Messin’ Round (1968)
- Albatross / Jigsaw Puzzle Blues (1968)
- Man of the World / Someone’s Gonna Get Their Head Kicked In Tonite (1969)
- Oh Well Pt.1 / Oh Well Pt. 2 (1969)
- The Green Manalishi / World In Harmony (1970)

Альбомы
- Fleetwood Mac (1968)
- Mr. Wonderful (1968)
- Then Play On (1969)
- Penguin (1973) в песне «Night Watch» (uncredited)
- Tusk (1979) в песне «Brown Eyes»

Сборники
- Fleetwood Mac in Chicago/Blues Jam in Chicago, Vols. 1-2 (1969)
- English Rose (1969)
- The Pious Bird of Good Omen (1969)
- Greatest Hits (CBS, 1971)
- Greatest Hits (Warner Bros, 1988) 8x Platinum
- 25 Years - The Chain (1992)
- The Complete Blue Horizon Sessions 1967—1969 (1999)
- The Best of Peter Green's Fleetwood Mac (2002)
- The Very Best of Fleetwood Mac (2002) Platinum
- The Essential Fleetwood Mac (2007)

Другое
- 1971 — The Original Fleetwood Mac (CBS)
- 1992 — Live at the Marquee, 1967
- 1995 — Live at the BBC (UK #48)
- 1998 — Masters: London Live '68
- 1998—2000 — Live at the Boston Tea Party, Vols. 1-3 записано 5-7 февраля 1970
- 1998 — The Vaudeville Years of Fleetwood Mac: 1968 to 1970 (2 CD)
- 1999 — Shrine '69 (live 1969)
- 2000 — Original Fleetwood Mac: The Blues Years (3 CD) (Castle)
- 2001 — Show-Biz Blues: 1968 to 1970 Volume 2 (2 CD) (Castle/Sanctuary)
- 2002 — Jumping at Shadows: The Blues Years (Castle/Sanctuary)
- 2005 — Men of the World: The Early Years (3 CD) (Sanctuary)

### Brunning Sunflower Blues Band
- 1969 — Trackside Blues

### Сольные диски
Синглы
- Heavy Heart / No Way Out (1971)
- Beasts of Burden / Uganda Woman (1972; с Найджелом Уотсоном)
- Apostle / Tribal Dance (1978)
- In the Skies / Proud Pinto (1979)
- Walkin' the Road / Woman Don’t (1980)
- Loser Two Times / Momma Don’tcha Cry (1980)
- Give Me Back My Freedom / Lost My Love (1981)
- Promised Land / Bizzy Lizzy (1981)
- The Clown / Time for Me to Go (1982)
- Big Boy Now / Bandit (1983)

Альбомы
- The End of the Game (1970)
- In the Skies (1979)
- Little Dreamer (1980)
- Whatcha Gonna Do? (1981)
- White Sky (1982)
- Kolors (1983)
- A Case for the Blues (под вывеской Peter Green’s Katmandu) (1984)

Сборники
- Blue Guitar (1981)
- Legend (1988)
- Backtrackin' (1990)
- A Rock Legend (1991)
- Last Train to San Antone (1992)
- Baby When the Sun Goes Down (1992)
- Collection (1993)
- Rock and Pop Legends (1995)
- Green And Guitar (1996)
- Bandit (1997)
- Blues for Dhyana (1998)
- Alone with the Blues (2000)
- The Clown (2001)
- A Fool No More (2001)
- Promised Land (2001)

### Peter Green Splinter Group
- Peter Green Splinter Group (1997) Snapper Music SARCD 101
- The Robert Johnson Songbook (1998)
- Soho Session (1998)
- Destiny Road (1999) Snapper Music SMACD 817
- Hot Foot Powder (2000)
- Time Traders (2001)
- Me and the Devil (2001) Snapper Music SMBCD 844 (limited edition box set, 3 CDs, 1 of Robert Johnson recordings)
- Blues Don’t Change (2001)
- Reaching The Cold 100 (2003)
- The Best Of Peter Green Splinter Group (2006; сборник)